# Montigny-devant-Sassey
Montigny-devant-Sassey is een gemeente in het Franse departement Meuse (regio Grand Est) en telt 182 inwoners (1999).
De plaats maakt deel uit van het kanton Stenay in het arrondissement Verdun. Tot 1 januari 2015 was het deel van het kanton Dun-sur-Meuse, dat op die dag werd opgeheven.

## Geografie
De oppervlakte van Montigny-devant-Sassey bedraagt 9,8 km², de bevolkingsdichtheid is 18,6 inwoners per km².
De onderstaande kaart toont de ligging van Montigny-devant-Sassey met de belangrijkste infrastructuur en aangrenzende gemeenten.

## Demografie
Onderstaande figuur toont het verloop van het inwonertal (bron: INSEE-tellingen).